# Per fortuna
Per fortuna è un brano scritto da Franco Simone per Michele Cortese, che l'ha portato al successo internazionale.
Il singolo, accompagnato dal videoclip ufficiale, è stato pubblicato il 14 gennaio 2015 con un'anteprima sul sito TGcom24.

## Descrizione
Il brano ottiene successo durante la 56ª edizione del Festival di Viña del Mar dove Michele Cortese, dopo una selezione operata su 1.200 concorrenti, rimasto unico rappresentante dell'intera Europa, alla terza esibizione sul palco della Quinta Vergara, viene proclamato vincitore del Festival di Viña del Mar per tutti i due premi previsti, portando in Italia due Gaviotas de Plata, una destinata a lui come interprete e l'altra a Franco Simone come autore. Il 27 febbraio 2015, nel corso della serata finale del Festival, trasmessa in diretta mondiale attraverso varie reti televisive ed in streaming, Michele Cortese, già proclamato vincitore, ripete per la quarta volta il brano, questa volta in parte in italiano, in parte in spagnolo.
Il videoclip, prodotto da Springo Studio con la regia di Federico Mudoni, è stato girato interamente nel centro storico di Lecce, nel Salento, e racconta la storia di un uomo e una donna che vivono una vita in bianco e nero in un mondo a colori, fino al momento del loro fatidico incontro.
Il 1º aprile 2015 viene rilasciata la versione spagnola del brano.

## Tracce
Digital Download
1. Per fortuna - 3:36
2. Por suerte - 3:36